# 设赏伽
设赏伽（羅馬化：Śaśāṃka）首次将孟加拉地区统一为一个独立的实体，是为高达王国。其统治时期为公元7世纪。一些历史学家认为是590年至625年。他是戒日王及拘摩罗·跋湿迦罗跋摩的竞争对手。王国首都为羯罗拿苏伐剌那，位于今日孟加拉西部的穆尔斯希达巴德。而孟加拉历法也常常归功于他，因为该历法的起始时间便在其统治时期内。
如今，关于其生平信息有几个主要来源。来自其附庸国的铜板，来自于敌对国家戒日王朝及穆克里王朝的铜板，宫廷诗人波那的记述，中国僧人玄奘的记载，以及设赏伽统治时期的货币。

## 生平
设赏伽为高达王国君主，但其统治区域不仅限于高达地区。王国疆域自文伽至布巴内什瓦尔，东侧与迦摩缕波接壤。在设赏伽之前，孟加拉分为三个区域，分别是孟加、三摩呾吒以及高达。后笈多王朝统治者Mahasenagupta在此维系着微弱的统治，设赏伽为其封臣之一。 Mahasenagupta死后，设赏伽将后笈多王朝及其他一些名门望族逐出此地，以羯罗拿苏伐剌那为都建立了高达王国。

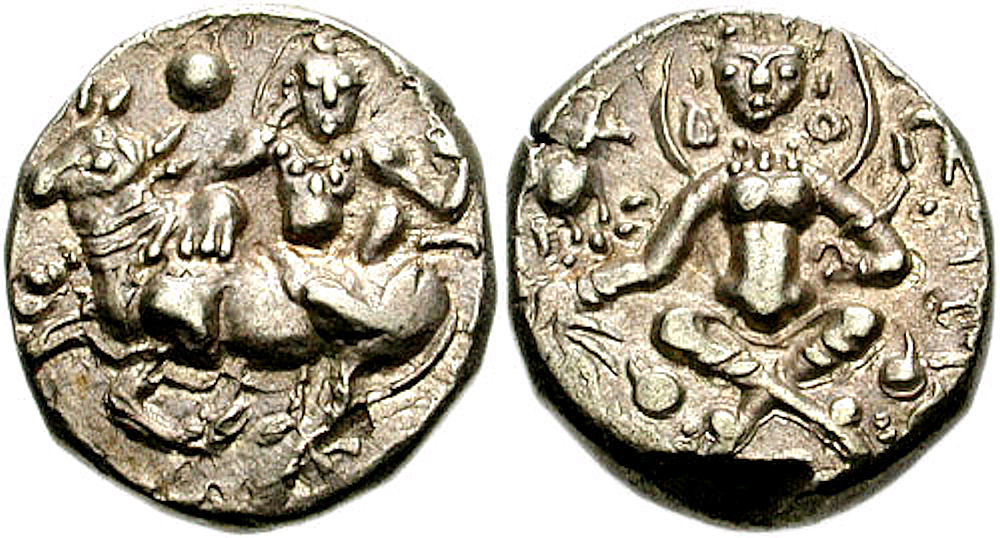
设赏伽货币。约600年至630年；左侧为湿婆面向公牛而坐；右侧为吉祥天女面向莲花而坐，两侧各一只小象向其洒水

一份12世纪的文书称设赏伽摧毁了孟加拉地区的佛塔，对佛教十分残暴。他还砍掉了摩訶菩提寺中佛曾悟道的菩提树。
Ramesh Chandra Majumdar宣称该记述令人怀疑，因为文书书写于这些事情的五个世纪之后，并认为把此书中的讲述直接当做历史并不妥当。Radhagovinda Basak则认为没有理由相信一个12世纪的佛教徒会对设赏伽抱有不适感，故其很可能会对7世纪的事件忠实描述。
设赏伽及其盟国曾与戒日王爆发过一次重要战争。战争结果无法确信，因为设赏伽得以保全领土。曷利沙伐彈那兄长曷罗阇伐弹那在此战中遇害。虽无确切证据，但可能是设赏伽将其杀死。关于此事唯一的来源便是波那的《戒日王传》，其中所述这几人都没有死亡。
戒日王即位后，频频对高达王国发动攻击。设赏伽死后，其子摩那婆即位，但在八个月后就被推翻。高达王国也被戒日王朝和迦摩缕波瓜分。

### 脚注
1. ↑  . Banglapedia.   [2016-11-23]. （原始内容存档于2015-06-14）.
2. ↑  . indianmirror.com.   [2016-11-23]. （原始内容存档于2016-11-24）.
3. ↑  Hermann Kulke, Dietmar Rothermund, ,   [2018-12-17], ISBN 0203443454, （原始内容存档于2018-06-18）
4. 1 2  梁捍江. . 海鴿文化出版圖書有限公司. 2018: p128  [2018-12-17]. （原始内容存档于2018-11-22）.
5. ↑  .   [2018-12-17]. （原始内容存档于2018-07-03）.
6. ↑  Basak, Radhagovinda. . Sambodhi Publications. 1967: 155.
7. ↑  India's Ancient Past, R.S. Sharma, Oxford University Press, 2006 p.283
8. ↑  Majumdar, Ramesh Chandra. . Dacca: University of Dacca. 1943: 73–74.
9. ↑  Majumdar, Ramesh Chandra. . Dacca: University of Dacca. 1943: 64.
10. ↑  Basak, Radhagovinda. . Sambodhi Publications. 1967: 134.

### 书籍
- R. C. Majumdar（英语：R. C. Majumdar）, History of Bengal, Dacca, 1943, pp 58–68
- Sudhir R Das, Rajbadidanga, Calcutta, 1962
- P. K. Bhattacharyya, Two Interesting Coins of Shashanka, Journal of the Royal Asiatic Society of Great Britain & Ireland, London, 2, 1979